# Podingue dunkerquois
Le podingue dunkerquois ou poddingue de Dunkerque ou ch'pain d'chien est une variante de pudding originaire de la ville de Dunkerque. Il est composé de pain sec, de rhum, de raisin, de lait et de vergeoise. Un concours de fabrication est organisé chaque année à Wormhout dans le cadre des festivités du carnaval de Dunkerque.